# Tetragnatha signata
Tetragnatha signata är en spindelart som beskrevs av Yutaka Okuma 1987. Tetragnatha signata ingår i släktet sträckkäkspindlar, och familjen käkspindlar. Inga underarter finns listade i Catalogue of Life.